# ماساشي كوكوبو
ماساشي كوكوبو (باليابانية: 國分 将) (مواليد 14 مايو 1995) هو لاعب كرة قدم ياباني.

## وصلات خارجية
- ماساشي كوكوبو على موقع رابطة كرة القدم اليابانية للمحترفين (اليابانية)
- ماساشي كوكوبو على موقع قاعدة بيانات كرة القدم.إي يو (الإنجليزية)
- ماساشي كوكوبو على موقع Soccerway.com (الإنجليزية)
- ماساشي كوكوبو على موقع عالم كرة القدم.نت (الإنجليزية)